# Sex Traffic
Sex Traffic é uma multipremiada minissérie britânica-canadense de dois episódios, dirigida por David Yates, e escrita por Abi Morgan. A série fala sobre o tráfico de mulheres e é estrelada por Anamaria Marinca e John Simm. Foi exibida pela primeira vez no dia 14 de outubro de 2004 no Reino Unido e no Canadá. O drama venceu oito British Academy Television Awards e quatro Gemini Awards.

## Enredo
Elena e Vara, duas irmãs da Moldávia, deixam o vilarejo de seu país com o noivo de Vara, Alex, para começar uma vida nova em Londres. Após alguns dias, elas descobrem a amarga realidade: elas foram vendidas à traficantes que forçam jovens mulheres a trabalharem como prostitutas em várias regiões do sudeste europeu. As repercussões dessas histórias também mostram o envolvimento de uma grande empresa dos Estados Unidos com o tráfico, e mostram o trabalho de Daniel Appleton, funcionário da Speak for Freedom, organização que luta contra esse negócio do mercado negro.

## Elenco
- John Simm – Daniel Appleton
- Anamaria Marinca – Elena Visinescu
- Maria Popistașu – Vera Visinescu
- Wendy Crewson – Madeleine Harlsburgh
- Chris Potter – Tom Harlsburgh
- Len Cariou – Magnus Herzoff
- Maury Chaykin – Ernie Dwight
- Luke Kirby – Callum Tate
- Robert Joy – James Brooke

## Prêmios
| Ano  | Prêmio                           | Categoria                                           | Nomeado(s) | Resultado |
| ---- | -------------------------------- | --------------------------------------------------- | --- | --------- |
| 2005 | BAFTA Awards                     | Melhor minissérie                                   | Sex Traffic | Venceu    |
| 2005 | BAFTA Awards                     | Melhor atriz                                        | Anamaria Marinca | Venceu    |
| 2005 | BAFTA Awards                     | Melhor edição                                       | Mark Day | Venceu    |
| 2005 | BAFTA Awards                     | Melhor maquiagem e design de cabelo                 | Caroline Noble | Venceu    |
| 2005 | BAFTA Awards                     | Melhor música original de televisão                 | Jonathan Goldsmith | Venceu    |
| 2005 | BAFTA Awards                     | Melhor fotografia e iluminação                      | Chris Seager | Venceu    |
| 2005 | BAFTA Awards                     | Melhor direção de arte                              | Candida Otton | Venceu    |
| 2005 | BAFTA Awards                     | Melhores efeitos sonoros                            | Simon Okin, Jane Tattersall David McCallum, Lou Solakofski | Venceu    |
| 2005 | BAFTA Awards                     | Melhor figurino                                     | Anushia Nieradzik | Indicado  |
| 2005 | Directors Guild of Canada        | Melhor edição de áudio numa minissérie ou telefilme | Sue Conley, Roderick Deogrades Barry Gilmore, Ronayne Higginson Janice Ierulli, Garrett Kerr David McCallum, Mark Shnuriwsky Jane Tattersall                                                                                     | Indicado  |
| 2005 | Directors Guild of Great Britain | Melhor direção numa minissérie ou telefilme         | David Yates | Indicado  |
| 2005 | Gemini Awards                    | Melhor minissérie                                   | Sex Traffic | Venceu    |
| 2005 | Gemini Awards                    | Melhor direção de arte                              | Candida Otton | Venceu    |
| 2005 | Gemini Awards                    | Melhor figurino                                     | Anushia Nieradzik | Venceu    |
| 2005 | Gemini Awards                    | Melhor atriz coadjuvante                            | Maria Popistasu | Venceu    |
| 2005 | Gemini Awards                    | Melhor direção                                      | David Yates | Indicado  |
| 2005 | Gemini Awards                    | Melhor roteiro                                      | Abi Morgan | Indicado  |
| 2005 | Gemini Awards                    | Melhor fotografia                                   | Chris Seager | Indicado  |
| 2005 | Gemini Awards                    | Melhor edição de imagem                             | Mark Day | Indicado  |
| 2005 | Gemini Awards                    | Melhor som                                          | Jane Tattersall, Steph Carrier Kathy Choi, Roderick Deogrades Barry Gilmore, Steve Hammond Ronayne Higginson, Janice Ierulli Garrett Kerr, David McCallum Simon Okin, Jane Porter Mark Shnuriwsky, Lou Solakofski Robert Warchol | Indicado  |
| 2005 | Gemini Awards                    | Melhor ator                                         | John Simm | Indicado  |
| 2005 | Gemini Awards                    | Melhor atriz                                        | Anamaria Marinca | Indicado  |
| 2005 | Gemini Awards                    | Melhor atriz                                        | Wendy Crewson | Indicado  |
| 2005 | Gemini Awards                    | Melhor ator coadjuvante                             | Luke Kirby | Indicado  |
| 2005 | Gemini Awards                    | Melhor ator coadjuvante                             | Chris Potter | Indicado  |
| 2005 | Golden Nymph                     | Melhor atriz numa minissérie                        | Anamaria Marinca | Venceu    |
| 2005 | Prix Italia                      | Melhor minissérie ou telefilme                      | Sex Traffic | Venceu    |
| 2005 | Royal Television Society         | Melhor minissérie                                   | Sex Traffic | Venceu    |
| 2005 | Royal Television Society         | Melhor atriz                                        | Anamaria Marinca | Venceu    |
| 2005 | Royal Television Society         | Melhor edição de vídeo                              | Mark Day | Venceu    |
| 2005 | Royal Television Society         | Melhor direção de arte                              | Candida Otton | Venceu    |
| 2005 | Royal Television Society         | Melhor fotografia e iluminação                      | Chris Seager | Indicado  |
| 2005 | Royal Television Society         | Melhor figurino                                     | Anushia Nieradzik | Indicado  |
| 2005 | Royal Television Society         | Melhor som                                          | Jane Tattersall, Steph Carrier Kathy Choi, Roderick Deogrades Barry Gilmore, Steve Hammond Ronayne Higginson, Janice Ierulli Garrett Kerr, David McCallum Simon Okin, Jane Porter Mark Shnuriwsky, Lou Solakofski Robert Warchol | Indicado  |